# Snookersäsongen 2001/2002
Snookersäsongen 2001/2002 behandlar säsongen för de professionella spelarna i snooker.

## Nyheter

### Rankingturneringar
Denna säsong spelades nio rankingturneringar, en mer än säsongen 2000/2001. European Open på Malta återinfördes i snookerkalendern efter att inte ha spelats sedan 1997. Detta var dock sista säsongen som turneringen arrangerades på hösten, säsongen 2002/2003 hade den flyttats till våren, och därmed blev det ingen Maltaturnering alls under 2002. Säsongen 2001/2002 spelades även 2 rankingturneringar i Asien, Thailand Masters i Bangkok och China Open i Shanghai. Båda dessa turneringar försvann till nästa säsong; intresset i Asien minskade efter att Asiens bäste spelare, thailändaren James Wattana började dala på rankingen. China Open återuppstod dock till säsongen 2004/2005.

### Ingen lagtävling
Lagtävlingarna World Cup och Nations Cup hade nu också försvunnit ur snookerkalendern, och från och med denna säsong fanns det inga nationstävlingar, utan enbart individuella tävlingar för de professionella spelarna.

## Tävlingskalendern
| Inbjudningsturneringar |
| Rankingturneringar     |

| År   | Datum            | Turnering                    | Plats                 | Vinnare           | Finalist          | Resultat |
| ---- | ---------------- | ---------------------------- | --------------------- | ----------------- | ----------------- | -------- |
| 2001 | 11-19 augusti    | Champions Cup                | Brighton, England     | John Higgins      | Mark Williams     | 7-4      |
| 2001 | 18-23 september  | Scottish Masters             | Glasgow, Skottland    | John Higgins      | Ronnie O'Sullivan | 9-6      |
| 2001 | 29 sep - 7 okt   | British Open                 | Newcastle, England    | John Higgins      | Graeme Dott       | 9-6      |
| 2001 | 12-21 oktober    | LG Cup                       | Preston, England      | Stephen Lee       | Peter Ebdon       | 9-4      |
| 2001 | 4-15 november    | Benson & Hedges Championship | Mansfield, England    | Ryan Day          | Hugh Abernethy    | 9-5      |
| 2001 | 23 nov - 1 dec   | European Open                | Valletta, Malta       | Stephen Hendry    | Joe Perry         | 9-2      |
| 2001 | 3-16 december    | UK Championship              | York, England         | Ronnie O'Sullivan | Ken Doherty       | 10-1     |
| 2002 | 23-27 januari    | Welsh Open                   | Cardiff, Wales        | Paul Hunter       | Ken Doherty       | 9-7      |
| 2002 | 3-10 februari    | Masters                      | London, England       | Paul Hunter       | Mark Williams     | 10-9     |
| 2002 | 24 feb - 3 mars  | China Open                   | Shanghai, Kina        | Mark Williams     | Anthony Hamilton  | 9-8      |
| 2002 | 4-10 mars        | Thailand Masters             | Bangkok, Thailand     | Mark Williams     | Stephen Lee       | 9-4      |
| 2002 | 19-24 mars       | Irish Masters                | Dublin, Irland        | John Higgins      | Peter Ebdon       | 10-3     |
| 2002 | 6-14 april       | Scottish Open                | Aberdeen, Skottland   | Stephen Lee       | David Gray        | 9-2      |
| 2002 | 20 april - 6 maj | VM i snooker                 | Sheffield, England    | Peter Ebdon       | Stephen Hendry    | 18-17    |
| 2002 | 11-12 maj        | Premier League Slutspel      | Glenrothes, Skottland | Ronnie O'Sullivan | John Higgins      | 9-4      |